# Nguyên tố chu kỳ 1
Một nguyên tố chu kỳ 1 là một trong những nguyên tố hóa học ở hàng (hay chu kỳ) đầu tiên của bảng tuần hoàn các nguyên tố hóa học. Bảng tuần hoàn được sắp xếp theo hàng để minh họa cho các xu hướng tuần hoàn về tính chất hóa học của các nguyên tố khi mà số nguyên tử của chúng tăng lên: một hàng mới được bắt đầu khi tính chất hóa học bắt đầu lặp lại, nghĩa là các nguyên tố tương đồng sẽ được xếp vào cùng một cột dọc. Chu kỳ đầu tiên có ít nguyên tố hơn tất cả các hàng khác trong bảng, với chỉ hai nguyên tố: hydro và heli. Điều này có thể được giải thích bằng những lý thuyết về cấu trúc nguyên tử hiện đại. Theo mô tả cấu trúc nguyên tử của cơ học lượng tử, chu kỳ này tương ứng với việc lấp đầy orbital 1s. Các nguyên tố chu kỳ 1 tuân theo quy tắc song tử do đó chúng cần 2 electron để hoàn thành lớp vỏ hóa trị của chúng.
Hydro và heli là những nguyên tố cổ xưa và phong phú nhất trong vũ trụ.

## Xu hướng tuần hoàn
Tất cả các chu kỳ khác trong bảng tuần hoàn đều chứa ít nhất tám nguyên tố, và khi phân tích xu hướng tuần hoàn trong chu kỳ thường có ích cho việc phân tích thuộc tính hóa học của các nguyên tố trong chu kỳ đó. Tuy nhiên, chu kỳ 1 chỉ chứa hai nguyên tố, do đó không thể thấy xu hướng tuần hoàn trong chu kỳ này.
Xét theo hướng dọc trong các nhóm, heli có thể được thấy là một khí trơ điển hình nằm ở trên cùng của nhóm 18, nhưng hydro là một nguyên tố cá biệt và không dễ để xếp nó vào bất kỳ nhóm nguyên tố nào.

## Vị trí của các nguyên tố chu kỳ1 trong bảng tuần hoàn
Lớp vỏ điện tử đầu tiên, n = 1, chỉ gồm một orbital, và số electron hóa trị tối đa mà một nguyên tố chu kỳ 1 có thể mang là hai, đều trong orbital 1s. Do số lượng tử có số lượng tử xung lượng nhỏ hơn số lượng tử chính (l < n) cho nên lớp vỏ điện tử không có "p" hoặc bất kì orbital nào khác. Vì vậy, chu kỳ 1 có chính xác là hai nguyên tố. Mặc dù cả hydro và heli đều trong khối s, nhưng cả hai đều không hoạt động tương tự như những nguyên tố trong khối s khác. Tính chất của chúng rất khác biệt so với những nguyên tố khối s khác do đó có những bất đồng đáng lưu ý về việc nên xếp hai nguyên tố này vào vị trí nào trong bảng tuần hoàn.
Hydro thuộc nhóm 1, nằm trên lithi. Nó đôi khi được đặt trên cacbon, trên flo, trên cả lithi và flo (xuất hiện hai lần), hoặc nằm hẳn ở trên các nguyên tố khác và không được xếp vào bất kì nhóm nào trong bảng tuần hoàn.
Heli có lớp vỏ hóa trị hoàn chỉnh và do đó được đặt nằm trên neon (thuộc khối p) trong bảng tuần hoàn như là một khí trơ, mặc dù đôi khi nó cũng được đặt trên beryli do cấu hình electron giống nhau.

## Các nguyên tố
| Nguyên tố hóa học | Nguyên tố hóa học | Nguyên tố hóa học | Nhóm    | Cấu hình electron |
| ----------------- | ----------------- | ----------------- | ------- | ----------------- |
| 1                 | H                 | Hydro             | Phi kim | 1s1               |
| 2                 | He                | Heli              | Khí trơ | 1s2               |

### Hydro

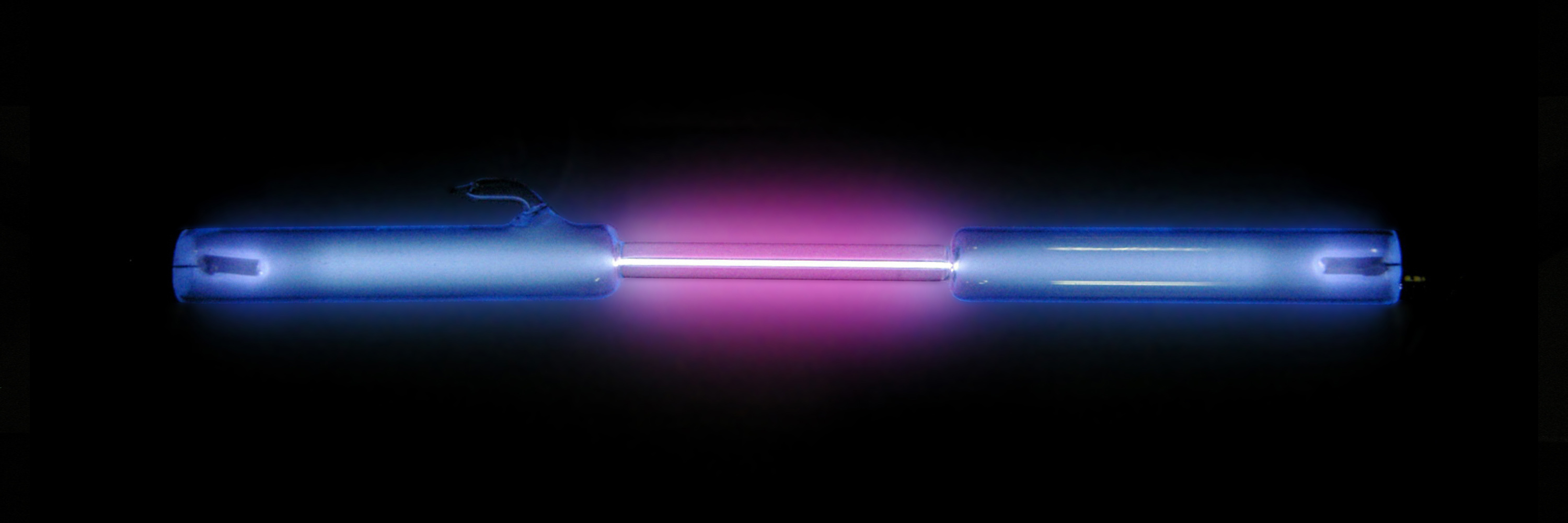
Ống hydro phóng điện

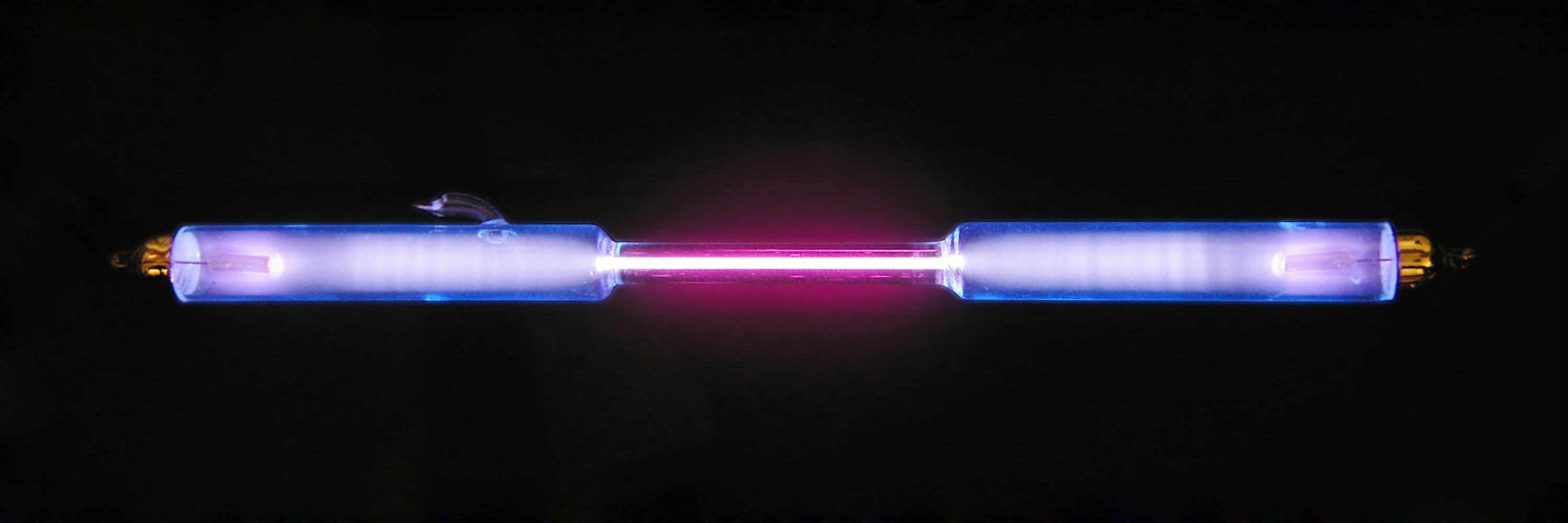
Ống deuteri phóng điện

Hydro (H) là một nguyên tố hóa học với số nguyên tử là 1. Ở nhiệt độ và áp suất tiêu chuẩn, hydro là chất khí có hai nguyên tử, không màu, không mùi, không vị, rất dễ cháy và có công thức phân tử là H2. Với nguyên tử khối chỉ 1.00794 amu, hydro là nguyên tố nhẹ nhất.
Hydro là nguyên tố hóa học phổ biến nhất, chiếm khoảng 75% khối lượng nguyên tố của vũ trụ. Các sao dải chính chủ yếu được tạo thành từ hydro ở trạng thái plasma. Hydro nguyên tố tương đối hiếm trên Trái Đất, và được sản xuất công nghiệp từ các hydrocarbon chẳng hạn như methan, sau đó được sử dụng "ngay tại chỗ" (nghĩa là trong khu vực sản xuất), với phần lớn sản lượng được chia gần như đều nhau cho quá trình biến đổi nhiên liệu hóa thạch, chẳng hạn như cracking bằng hydro, và sản xuất amonia, phần lớn cho thị trường phân bón. Hydro có thể được sản xuất bằng cách điện phân nước, nhưng quá trình này rất tốn kém so với việc sản xuất từ khí đốt tự nhiên.
Đồng vị tự nhiên phổ biến nhất của hydro là proti, gồm một proton và không có neutron. Trong các hợp chất ion, nó có thể mang điện tích dương, trở thành một cation gồm chỉ duy nhất một proton, hoặc có thể mang điện tích âm, trở thành một anion được gọi là hydride. Hydro có thể tạo thành các hợp chất với phần lớn các nguyên tố, nó cũng hiện diện trong nước và hầu hết các hợp chất hữu cơ. Nó đóng một vai trò đặc biệt quan trọng trong hóa học axit-base, trong đó nhiều phản ứng có liên quan đến sự trao đổi các proton giữa các phân tử hòa tan. Vì là nguyên tử trung tính duy nhất mà phương trình Schrödinger có thể được giải bằng phương pháp phân tích, do đó nghiên cứu về năng lượng và phổ của nguyên tử hydro đã đóng một vai trò quan trọng trong sự phát triển của cơ học lượng tử.
Những tương tác giữa hydro với các kim loại rất quan trọng trong luyện kim, do nhiều kim loại có thể bị giòn hydro, và trong việc phát triển những cách lưu trữ nó một cách an toàn để sử dụng như nhiên liệu. Hydro hòa tan cao trong nhiều hợp chất bao gồm các kim loại đất hiếm và kim loại chuyển tiếp và có thể hòa tan trong cả các kim loại tinh thể và vô định hình. Độ hòa tan hydro trong kim loại bị ảnh hưởng bởi biến dạng cục bộ hoặc tạp chất trong mạng tinh thể kim loại.

### Heli

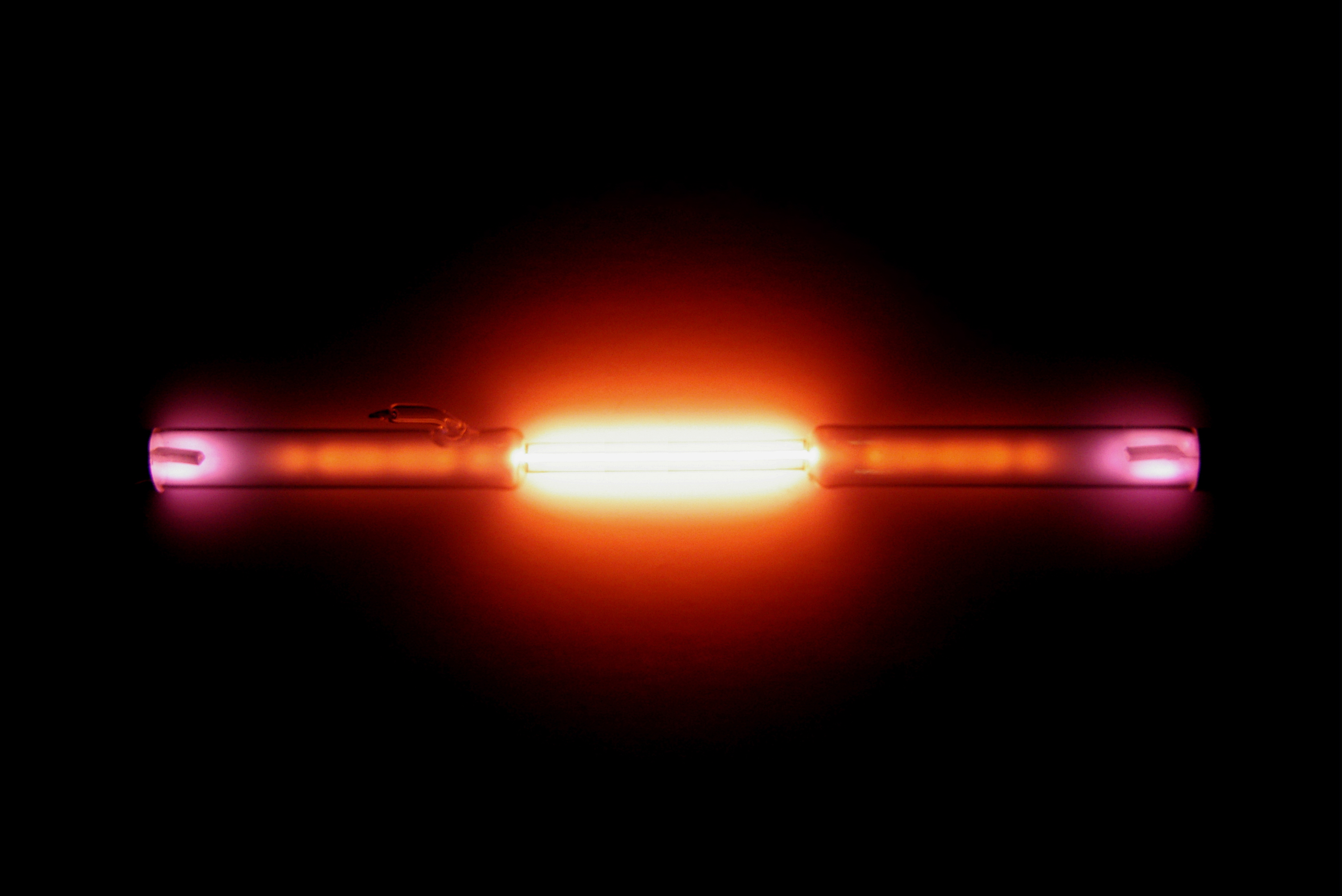
Ống heli phóng điện

Heli (He) là một nguyên tố hóa học không màu, không mùi, không vị, không độc, trơ và đơn nguyên tử, dẫn đầu nhóm khí hiếm trong bảng tuần hoàn và có số nguyên tử là 2. Nó có điểm sôi và điểm nóng chảy thấp nhất trong số các nguyên tố và chỉ tồn tại ở dạng khí ngoại trừ trong những điều kiện hãn hữu.
Heli được phát hiện vào năm 1868 bởi nhà thiên văn học người Pháp Pierre Janssen, người đã quan sát chất này lần đầu dưới dạng một quang phổ vạch màu vàng không xác định trong ánh sáng phát ra từ nhật thực. Vào năm 1903, trữ lượng lớn heli đã được tìm thấy trong các mỏ khí đốt tự nhiên của Hoa Kỳ, và cho đến nay đó vẫn là nơi cung cấp lớn nhất chất khí này. Heli được sử dụng trong cryogenics (công nghệ siêu lạnh), trong các hệ thống thở dưới biển sâu, để làm mát nam châm siêu dẫn, trong kĩ thuật xác định niên đại bằng heli, để bơm bóng bay, để cung cấp lực nâng trong khinh khí cầu, và nhưng là một khí bảo vệ trong các ứng dụng công nghiệp chẳng hạn như hàn hồ quang và trong quá trình tạo tinh thể silic ở các đĩa bán dẫn. Hít vào một lượng nhỏ khí heli làm thay đổi tạm thời âm sắc và chất giọng của giọng nói con người. Tính chất của hai pha lỏng của heli-4, gồm heli I và heli II, là đặc biệt quan trọng đối với nghiên cứu về cơ học lượng tử và hiện tượng siêu lỏng, và đối với những nghiên cứu về các ảnh hưởng trên vật chất khi nhiệt độ đạt gần độ 0 tuyệt đối, tỉ dụ như tính siêu dẫn.
Heli là nguyên tố nhẹ và phổ biến thứ hai trong vũ trụ quan sát được. Phần lớn heli được hình thành trong Vụ Nổ Lớn, nhưng heli mới được tạo ra từ kết quả của các phản ứng tổng hợp hạt nhân của hydro trong các ngôi sao. Trên Trái Đất, heli tương đối hiếm và được tạo ra bởi sự phân rã tự nhiên của một số nguyên tố phóng xạ vì hạt alpha được phát ra chứa hạt nhân heli. Heli phóng xạ này bị giữ lại trong khí thiên nhiên với nồng độ có thể lên đến bảy phần trăm theo thể tích, từ đó nó được chiết xuất thương mại bằng một quá trình chiết xuất ở nhiệt độ thấp gọi là chưng cất phân đoạn.